# مايك بيرس
مايك بيرس (بالإنجليزية: Mike Pierce) هو فنان قتال مختلط أمريكي، ولد في 1 سبتمبر 1980 في بورتلاند في الولايات المتحدة.

## وصلات خارجية
- مايك بيرس على موقع شيردوغ (الإنجليزية)
- مايك بيرس على موقع IMDb (الإنجليزية)